# Subaru World Rally Team
Subaru World Rally Team (SWRT) — спортивная команда автомобильной компании Subaru, участвовавшая в чемпионате мира по ралли с 1980 по 2008 год под разными названиями.
Изначально с 1980 года по сезон 1989 японцы самостоятельно готовили автомобили к соревнованиям. Главные успехи команды в мировом первенстве начались с начала сотрудничества с британской специализированной автоспортивной командой Prodrive, начавшейся перед сезоном 1990. Британцы взяли на себя всю разработку, постройку, подготовку машин и их техническое обслуживание, база команды переехала из Японии в Великобританию. В период своего расцвета использовала характерную голубую окраску с жёлтыми полосами, в стиле генерального спонсора команды — бренда State Express 555 (марка сигарет компании ВАТ, непосредственно сотрудничество длилось с 1993 по 2003 год). В конце 2008 года Subaru ушла из WRC, сославшись на вызванные мировым кризисом финансовые трудности. После этого «заводские» Subaru Impreza WRC перешли в руки частных команд.

## Подготовка автомобиля
Перед каждым соревнованием, каждый автомобиль полностью разбирают и вновь собирают. По статистике, в 1993 году полная сборка занимала 160 часов на каждый кузов, в 2003 году на это уходило уже 650 человеко-часов, а в 2006 году это потребовало 780 человеко-часов.

## Уход из WRC
После завершения сезона 2008 корпорация FHI (владелец марки Subaru) объявила об уходе из чемпионата WRC. Решение было обусловлено необходимостью минимизации расходов в условиях экономического кризиса. 

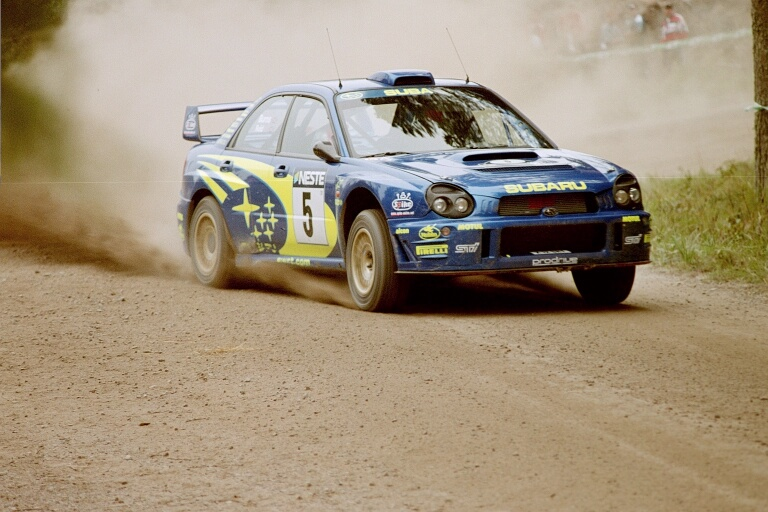
Burns WRC2001
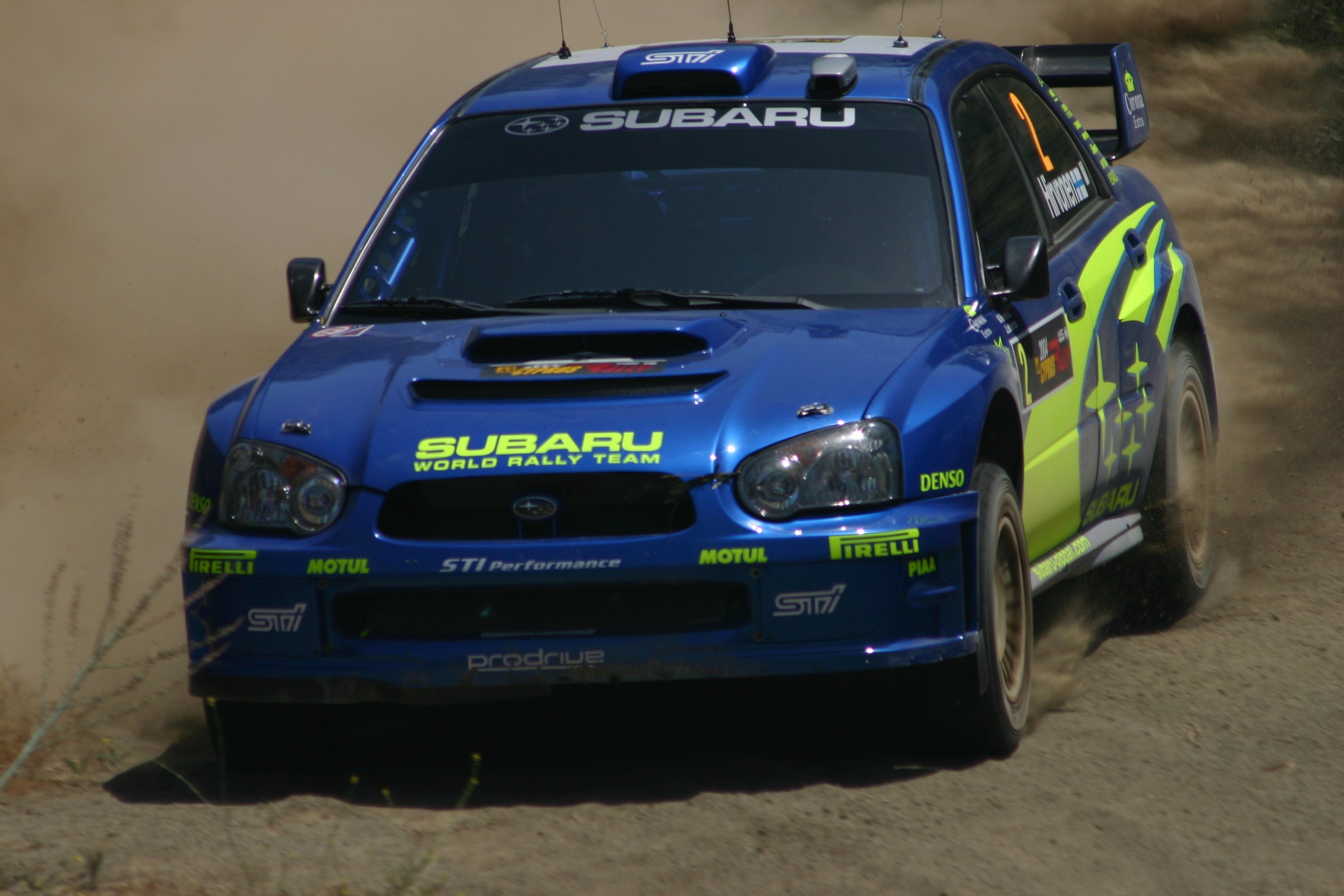
Hirvonen WRC2004
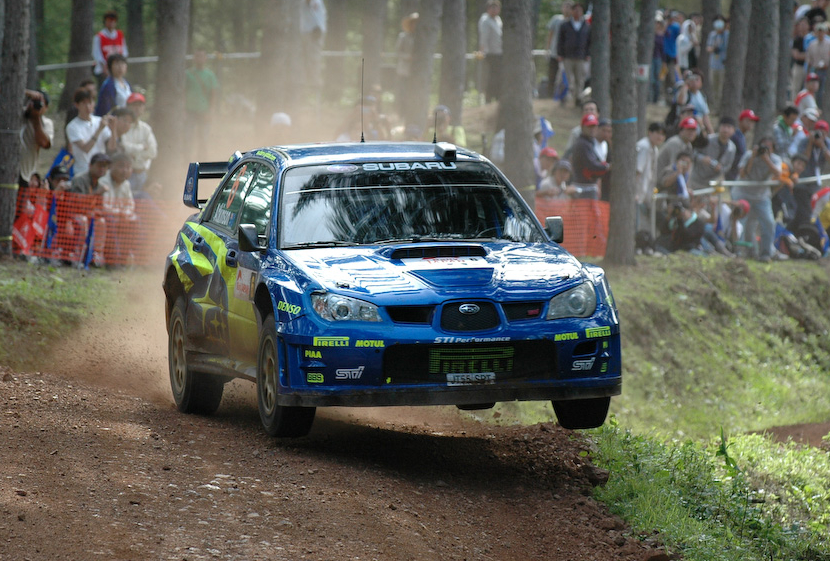
Atkinson WRC2006
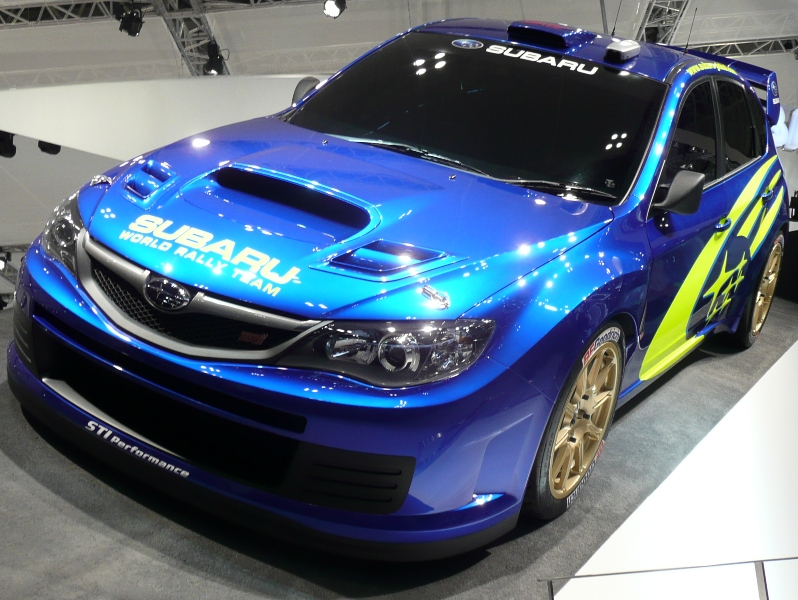
Прототип WRC2008